# San Pedro Chacabal (Motul)
San Pedro Chacabal es una localidad situada en el municipio de Motul, en el estado de Yucatán, México. Según el censo de 2020, tiene una población de 922 habitantes.

## Toponimia
El nombre (San Pedro Chacabal) hace referencia a Simón Pedro. El término chacabal proviene del idioma maya.

## Demografía
Según el censo de 2020 realizado por el INEGI, la población de la localidad es de 922 habitantes, de los cuales 461 son hombres y 461 son mujeres.
| 135                         | 160 | 112 | 103 | 120 | 174 | 268 | 331 | 434 | 536 | 641 | 660 | 658 | 922 |
| (Fuente: INEGI [Consultar]) |     |     |     |     |     |     |     |     |     |     |     |     |     |